# 鈴香音色
鈴香 音色（すずか ねいろ、1988年9月2日 - ）は、日本の元AV女優。ストリッパー。
趣味・特技:音楽鑑賞、バドミントン

## 略歴
横浜市出身。幼稚園から小学校5年まで千葉県鎌ケ谷市に住み、小学校5年で横浜に戻る。高校卒業後に京都造形芸術大学に入学するが中退。2008年に『即日巨乳生搾り 鈴香音色』でAVデビュー。2011年4月8日の公式ブログで女優活動は4月末で引退する事を報告した。引退後はストリッパーやダンサーとして活動している
ストリップ一年間休業の後2024年12月に“X”で、オランダへの移住を発表。
アムステルダムの飾り窓地区で劇場に立つとのこと。
自身にもオランダの血が入っていることも告げられた。
2025年春にも出発する予定。

## 人物
- 同じ事務所の成瀬心美とは非常に仲がよく旅行にも一緒に行き互いのブログにも登場しあっている。

## 出演作品

### アダルトビデオ
2008年
- 『ULTRA BIG TITS』（12月11日、プレステージ）
- 『即日巨乳生搾り』（12月15日、NON）
- 『爆乳揉みしだき』（12月22日、光夜蝶）

2009年
- 『すずか』 (1月13日、無垢)
- 『Gカップ専門 家庭教師派遣センター 2』（1月22日、V&Rプロダクツ）他出演:妃乃ひかり
- 『敏感M』（2月1日、ワンズファクトリー）
- 『Boin「鈴香音色」Box』（2月1日、ABC/妄想族）
- 『ボイン大好きしょう太くんのHなイタズラ 23』（2月5日、グローリークエスト）
- 『巨乳JK中出し集団レイプ』（2月13日、マルクス兄弟）
- 『実録!!モデル業界の裏』（2月13日、LEO）鈴花音色名義 他出演:藍花、桜庭彩
- 『しばられたい わたし、ただのオモチャで、いいんです。 音色』（2月15日、ドリームチケット）
- 『Boin「鈴香音色」Box2』（3月1日、ABC/妄想族）
- 『集団巨乳ナース乱交痴女』（3月19日、クロス）共演:瀬咲るな、一輝ゆきな、橘花梨、西尾美沙
- 『婚活OL中出し姦 VOL.01』（3月28日、4Beats）
- 『あのスケベな巨乳お姉さんは、アイツの会社の秘書らしい。7』（3月30日、WEEKENDER）
- 『鬼イカセ×口淫イラマチオ』（4月1日、ワンズファクトリー）
- 『Boin「鈴香音色」Box3』（4月1日、ABC/妄想族）
- 『エロい女のピストンマ●コとイヤラシい腰使い 4 絶頂限界ディルドゥオナニー』（4月2日、映天）他出演:有賀知弥、坂本麻弥、鷹宮りょう、星野さら
- 『強淫SEX 巨乳ナシクズシ犯（4月2日、グローリークエスト）他出演:南まりん、八乙女かのん、桃咲まなみ
- 『トランジスタグラマー』（4月4日、HMJM）
- 『完全撮りおろし カリスマモデルだらけの超高級風俗ビル 2』（4月17日、ケイ・エム・プロデュース）他出演:伊吹エク、平井綾、桜井エミリ
- 『生中出し 新入女子社員 4』（4月17日、バズーカ）他出演:成瀬心美（ここみ）、青木春、吉永瞳
- 『究極の妄想お仕事シリーズ MOKA、鈴香音色、成瀬心美がやって来る巨乳銭湯の番台になった!』（4月18日、ROCKET）共演:MOKA、成瀬心美
- 『現役OLのセックス営業 VOL.02』（4月25日、BAD）
- 『BBB ビッグ・ブーブス・バット』（5月1日、タカラ映像）
- 『妻への教え』（5月7日、実録出版）
- 『もしも…こ〜んな 巨乳だらけの混浴露天風呂があったら?』（5月13日、カルマ）共演:桃咲まなみ、蜜井とわ、浅田ちち、浜崎りお、高嶺みりあ、夏川リアナ、桐島ひかり、西木美羽、羽田未来、岡本きら、宮崎あい、国見奈々、根本あきこ、芽衣奈
- 『EroBody ねいろ/103cm Jカップ』（5月28日、デジタルアーク）
- 『ボイン大好き亀市爺さんのHなイタズラ』（6月4日、グローリークエスト）
- 『巨乳・爆乳 乳舐め吸い VOL.5』（6月5日、映天）他出演:倉田茜、木下レイ、杉山りの、葉月奈穂、ひなの、夏川リアナ、伊東このみ、門倉真紀
- 『メイド in Prin』（6月7日、みるきぃぷりん♪）
- 『激揉みオッパイぬるぬるローション』（6月13日、マルクス兄弟）
- 『ウテルス覚醒 痙攣アクメ 3』（6月18日、アイエナジー）
- 『巨乳女子校生に生中出し 05』（6月19日、レアル・ワークス）他出演:みい、みらい
- 『新肉感地帯 でか尻ペニバンボイン!豹変バキューム娘。』（6月26日、JAMS）
- 『クセになる爆乳パイズリ02 4時間』（7月5日、NON）他出演:櫻庭茜、佐伯奈々、並木るか、乃南悠里、相崎真希、篠田まい、鈴木さとみ、葉月奈穂
- 『ムッチリ爆乳ハミ出し水着』（7月7日、マドンナ）
- 『鈴香音色の爆乳がキモいファンに好き放題されてしまうお宅訪問』（7月13日、MOODYZ）
- 『パイズリin女子校』（7月19日、OPPAI）他出演:青山菜々、青木りん、SARA、朋香めい、柊りん、森永ひよこ、二宮せりな、花美ひな、竹内結、星乃せあら、坂本愛海、並木るか、姫咲りりあ、水城奈緒
- 『103cmJcup 93cmGcup 90cmGcup 85cmFcup OPPAIメイドのやりすぎご奉仕大乱交』（7月19日、OPPAI ）:共演小峰ひなた、鈴木さとみ、星島ちさ
- 『ファン参加型MM号!イカセマジックミラー号』（7月23日、ディープス）他出演:橘ゆめみ、小宮ゆい
- 『MOODYZファン感謝祭 バコバコバスツアー2009 S級AVギャルのハメまくり大乱交!!』（8月1日、MOODYZ）共演:小澤マリア、水城奈緒、星優乃、赤西涼、成瀬心美、桃咲まなみ、神谷りの、桜井エミリ、二宮せりな、篠原奈美、星島ちさ、西村アキホ、風吹かのん、緋村由衣、宝生優果
- 『青春エロドラマ オレのアネキとヤラないか?』（8月5日、グローリークエスト）
- 『真正中出しの絶対アングル 初解禁!真正中出し13連発!』（8月7日、みるきぃぷりん♪）
- 『巨乳コギャルズメイド』（8月19日、YeLLOW）共演:樺月愛華、桐島ひかり、星島ちさ
- 『Gyu！ 真正中出しラブリーデート』（8月29日、モブスターズ）
- 『尻コキ射精天国 3』（9月18日、実録出版）他出演:凛音涼子、青山ゆい、黒木麻衣、星川麻美、一ノ瀬あきら、桃咲まなみ、羽田夕夏
- 『MOODYZファン感謝祭 裏バコバコバスツアー2009 本編未収録! 深夜のペニス吸引祭り!!』（10月1日、MOODYZ）共演:小澤マリア、水城奈緒、星優乃、赤西涼、桃咲まなみ、神谷りの、桜井エミリ、二宮せりな、星島ちさ、西村アキホ、成瀬心美、宝生優果、篠原奈美、緋村由衣、風吹かのん
- 『ヌルヌルぬれぬれ競泳水着』（9月13日、マルクス兄弟）他出演:佐伯奈々、早川瀬里奈、鮎川なお、高坂保奈美、細川まり、桜井エミリ、早乙女美奈子、一戸のぞみ、成瀬心美
- 『巨乳パイズリSP 乳フェチ向け パイズリしまくり4時間』（10月1日、ABC/妄想族）他多数出演
- 『第4回 女子校生！妹-1グランプリ』（10月8日、ディープス）共演:星島ちさ、平井綾
- 『豊満パイズリ母の肉感マッサージ』（10月22日、センタービレッジ）
- 『行列のできる人気カフェ店で赤ちゃん型アクメドールにこっそり授乳!!露出!!挿入!!』（10月22日、SODクリエイト）他出演:城内ヒカル、月嶋美唯、手塚優
- 『渋谷BLACK　VS　女子高生BLACK ギャルの聖地で世代交代を賭けてガチンコ対決』（12月5日、GARCON）
- 『OL中出し狩り』（11月15日、隼エージェンシー）他出演:一条海音、大槻ひびき、藤谷りこ、西村アキホ
- 『フェラコレ 特別編 2 増量4時間ぜーんぶWフェラ』（12月15日、隼エージェンシー）他多数共演
- 『こだわりの手コキ 4時間SP 14　40人のハンドメイド』（12月15日、隼エージェンシー）他39名出演
- 『24/7【TWENTY FOUR/SEVEN】 12』（12月18日、プレステージ）
- 『みるスポ! × 真正中出しの絶対アングル』（12月19日、みるきぃぷりん♪）
- 『爆尻妻中出し』（12月26日、小林興業）

2010年
- 『KARMA設立5周年プレミアム感謝祭! 巨乳!巨乳!巨乳!ボインボインバスツアー』（1月13日、カルマ）共演:浜崎りお、蜜井とわ、桃咲まなみ、南芽衣奈、岡本きら、高峰みりあ、夏川リアナ、国見奈々、根本あきこ、羽田未来、西木美羽、桐島ひかり、浅田ちち、宮崎あい
- 『デカチンいじりW爆乳丁寧淫語 ノーカット120分』（2月1日、V(ヴィ)）
- 『レズビアンベロちゅ〜2』（2月19日、YeLLOW）共演:星島ちさ 他出演:成瀬心美、平井綾、大塚咲、鮎川なお、堀口奈津美
- 『Web募集で来た素人童貞君 私の自宅で待ってまーす』（3月10日、ホットエンターテイメント）共演:大槻ひびき
- 『集団凌辱奴隷アクメ』（3月19日、YeLLOW）他出演:晶エリー、成瀬心美、石川鈴華
- 『ツンデレメイド手コキ』（5月19日、YeLLOW）他出演:杏堂なつ、森永ひよこ、晶エリー、花木あのん、水城奈緒、石川鈴華、成瀬心美、さくら、鷹宮りょう、梅宮リナ、伊藤ユリエ
- 『「女の口は嘘をつく。」 雌女ANTHOLOGY ＃082』（6月4日、アウダースジャパン）
- 『もっとも大淫乱 イグイグイグイグイグイグ大乱交』（6月19日、乱丸）共演:成瀬心美、水城奈緒、妃乃ひかり、大槻ひびき、椿まひる、瀬名あゆむ、和希セイラ、辻本りょう、相原れな、風見リオナ
- 『エロ尻むっちり太ももサロン』（6月25日、アロマ企画）共演:小峰ひなた 他出演:深海沙織、高倉舞、みなみゆず
- 『ザーメン飲みたい!』（7月16日、ラッシュ）
- 『ザーメン女優 私たちが飲みます』（9月10日、ラッシュ）他出演:沙希、愛音まひろ、鈴木ミント、桐原あずさ、真咲南朋
- 『触手アクメ10』（9月23日、SODクリエイト）他出演:和葉みれい、雨宮琴音
- 『kira☆kira BLACK GAL 黒GAL露出 〜猛烈に揺れまくる美爆乳Jcup〜』（11月19日、kira☆kira）
- 『夢の一夫多妻制 金は無いけど爆乳と愛に溢れた新婚生活』（12月13日、MOODYZ）共演:佐山愛、仁科百華、恵けい

## テレビ
- ビ〜チ9（2011年6月、テレビ埼玉）ゲスト